# 清岡等

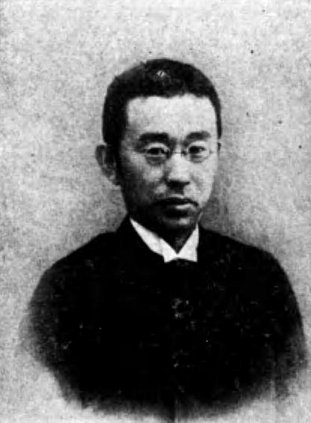
清岡等

清岡 等（きよおか ひとし、1864年1月16日（文久3年12月8日） - 1923年（大正12年）12月31日）は、日本の政治家、実業家。

## 人物
陸奥国盛岡（現岩手県盛岡市）生まれ。父親行三の関係で秋田で過ごし太平学校（旧制秋田中学校、現秋田県立秋田高等学校）を卒業。1882年（明治15年）から1894年（明治27年）まで岩手県庁に勤務。1894年から1901年（明治34年）まで盛岡市長を務めた。1902年の第7回衆議院議員総選挙に出馬して原敬に敗れる。その後、盛岡電気社長、巖手日報の主筆、同社長などの事業を手がけた。

## 参考文書
- 『日本人名大辞典』（講談社）
- 岩手大学ミュージアム解説ボランティアの会 『上田の杜』2号